# Лаун, Максим
Максим Лаун (фр. Maxime Laoun; род.12 августа 1996 года ) ― канадский конькобежец, занимающийся шорт-треком. Чемпион зимних Олимпийских игр 2022 года в эстафете, чемпион мира 2025 года. Окончил в 2018 году колледж Андре-Грассе с дипломом в области естественных наук.

## Биография
Максим Лаун с самых первых шагов играл в футбол, а также занимался фигурным катанием, от которого быстро отказался. Он также играл в хоккей на соревновательном уровне, но в конечном итоге его выбор пал на шорт-трек, которым занялся в 3 года, и гольф, в который играл с полутора лет под началом своего отца. В возрасте 5 лет принимал участие в соревнованиях по шорт-треку, а в 6 лет участвовал в соревнованиях по гольфу и превзошёл по мастерству свою мать, которая считалась великой гольфисткой. Его сестра Саша тоже играла в гольф. В 2012 году Максим выиграл юношеский чемпионат Квебека.
Однако в 2013 году он сосредоточился на шорт-треке, но по-прежнему практиковался в гольфе. Уже через год на национальном чемпионате Канады по шорт-треку он занял 2-е место в беге на 500 м и 3-е на 1500 м, по сумме многоборья стал 4-м. Тогда же в январе 2014 года дебютировал на юниорском чемпионате мира в турецком Эрзуруме и занял 6-е место в эстафете. В январе 2016 года поднялся на 4-е место в беге на 500 м и занял общее 8-е место на чемпионате мира среди юниоров в Софии.
В ноябре 2016 года Максим выиграл открытый чемпионат Канады среди юниоров. В январе 2017 года на чемпионате Канады занял 9-е место в общем зачёте, а в марте на отборочных национальных соревнованиях занял 5-е место. В 2018 году поднялся на 4-е место в беге на 1000 м на чемпионате Канады среди взрослых. В сезоне 2019/20 годов Лаун дебютировал на Кубке мира в Солт-Лейк-Сити и выиграл бронзовую медаль в эстафете.
Он получил тройной спиральный перелом большеберцовой кости и перелом малоберцовой кости во время тренировки в ноябре 2019 года и был отстранен более чем на год. Он перенёс три операции и реабилитацию, прежде чем вернуться к тренировкам в мае 2020 года. В марте 2021 года Лаун на чемпионате мира в Дордрехте занял 11-е место в личном зачёте многоборья и 5-е место в эстафете. 
В сентябре 2021 года он занял 6-е место в общем зачете на чемпионате Канады и вернулся в сборную. В ноябре на Кубке мира в Дебрецене вместе с товарищами выиграл золотую медаль в эстафете и серебряную в смешанной эстафете, а в Дордрехте занял 2-е место в мужской эстафете.
В январе 2022 года он квалифицировался на Олимпиаду в Пекине. В феврале на зимних Олимпийских играх в Пекине Максим Лаун занял 28-е место на дистанции 500 м и выиграл золотую медаль в эстафете, участвуя с командой в полуфинале 

## Личная жизнь
Максим Лаун с 10 лет увлекается подводным плаванием с аквалангом, также любит готовить и увлекается рыбалкой, пешими прогулками и походами. Он продолжает учёбу, чтобы стать врачом или окулистом и продолжить бизнес своего отца Антуана Лауна Оптисьена.